# Norman Fowler, Baron Fowler

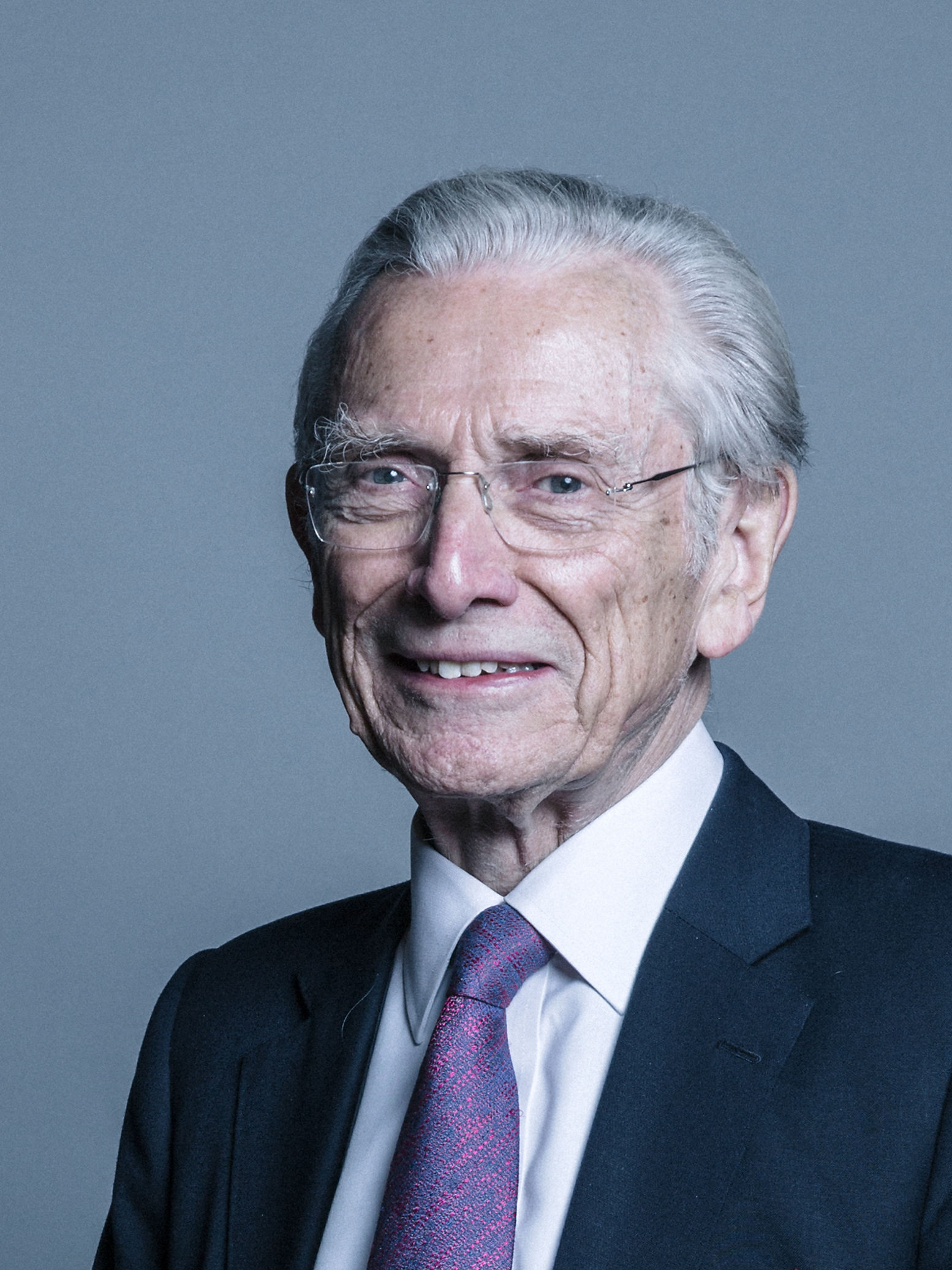
Norman Fowler, Baron Fowler, 2018

Peter Norman Fowler, Baron Fowler PC  (* 2. Februar 1938 in Chelmsford, Essex, England) ist ein britischer Politiker und Life Peer.

## Biografie
Nach dem Besuch der King Edward VI. Grammar School in Chelmsford leistete er 1956 bis 1958 seinen Militärdienst beim Essex Regiment der British Army und stieg dort bis in den Rang eines 2nd Lieutenant auf. Im Anschluss studierte er an der Trinity Hall der University of Cambridge. Von 1961 bis 1967 arbeitete er als Journalist für die Tageszeitung Times.
Seine politische Laufbahn begann er 1970, als er als Kandidat der Conservative Party erstmals zum Mitglied des House of Commons gewählt wurde. Dort vertrat er zunächst den Wahlkreis Nottingham South und danach seit der Unterhauswahl vom Februar 1974 bis 2001 den Wahlkreis Sutton Coldfield.
1979 wurde er von Premierministerin Margaret Thatcher als Verkehrsminister erstmals in eine Regierung berufen. Nach einer Regierungsumbildung war er von 1981 bis 1987 Minister für Soziale Sicherheit und nach einer erneuten Kabinettsumbildung zwischen 1987 und 1990 Arbeitsminister im Kabinett Thatcher.
Zwischen 1992 und 1994 war er Vorsitzender (Chairman) der Conservative Party.
Nach seinem Ausscheiden aus dem Unterhaus wurde er am 3. Juli 2001 als Life Peer mit dem Titel Baron Fowler, of Sutton Coldfield in the County of West Midlands, geadelt und ist dadurch seither Mitglied des House of Lords.
Fowler ist auch Vorsitzender des Aufsichtsrates der Aggregate Industries Public Limited Company (plc). Vom 1. September 2016 bis 30. April 2021 bekleidete Lord Fowler das Amt des Lord Speaker. Am 25. Februar 2021 kündigte Lord Fowler an, Ende April 2021 als Lord Speaker zurückzutreten. Ihm folgte John McFall als Lord Speaker nach.

## Veröffentlichungen
Fowler war darüber hinaus Autor mehrerer Fachbücher wie:
- The Cost of Crime (1973)
- The Right Track: A Paper on Conservative Transport Policy (1977)
- After the Riots: Police in Europe (1978)

1991 erschien seine Autobiografie Ministers Decide: A Personal Memoir of the Thatcher Years.